# Желание (филм, 1958)
„Желание“ (на чешки: Touha) е чехословашки драматичен филм от 1958 година на режисьора Войтех Ясни, който се състои от четири отделни късометражни истории: „Момчето, което търсеше края на света“ (на чешки: O chlapci, který hledal konec sveta), „Хора на земята и звезди в небето“ (на чешки: Lidé na zemi a hvezdy na nebi), „Андела“ (на чешки: Andela) и „Мама“ (на чешки: Maminka).

## Сюжет
Четири отделни истории, в четирите годишни сезона, четири периода от човешкия живот...

## В ролите

### „Момчето, което търсеше края на света“
- Ян Якес като Йошка
- Вацлав Бабка като бащата

### „Хора на земята и звезди в небето“
- Яна Брейхова като Ленка
- Иржи Вала като Ян
- Франтишек Внучек като бащата
- Ото Симанек като баджанака

### „Андела“
- Вера Тиханкова като Андела
- Вацлав Лохницки като Михал
- Зденек Кутил като Павелка
- Франтишек Мусалек като бащата
- Владимир Меншик като комбайнера
- Властимил Бродски като обущаря

### „Мама“
- Анна Мелискова като майката
- Иля Рачек като Франтишек
- Иржи Пик като Вацлав[2]

## Награди и номинации
- Награда за най-добре технически напражен филм от Международния кинофестивал в Кан, Франция през 1959 година.
- Номинация за Златна палма за най-добър филм от Международния кинофестивал в Кан, Франция през 1959 година.[3]